# NC100
Der Amstrad Notepad Computer ist ein ab 1992 von der Firma Amstrad in drei Modellvarianten (NC100, NC150, NC200) produzierter Computer. Als Haupt-Produktmerkmal wurde vom Hersteller die leichte Bedienbarkeit herausgestellt.
Um die leichte Bedienbarkeit hervorzuheben, wandte sich der Amstrad-Präsident Alan Sugar im Handbuch in einem Vorwort an die Anwender. Darin schrieb er, er könne sogar als Chef eines Computerherstellers bisher nicht mit Computern umgehen: „Yes – I am embarrassed to say that, as the Chairman of one of Europe’s largest manufacturers of computers, I have never been able to use one!“ Seine Entwickler hätten daher den Auftrag erhalten, ein Gerät zu entwickeln, mit dem selbst er umgehen könne.

## Modelle
Die Amstrad Notepad Computer wurden in drei unterschiedlichen Variationen hergestellt:

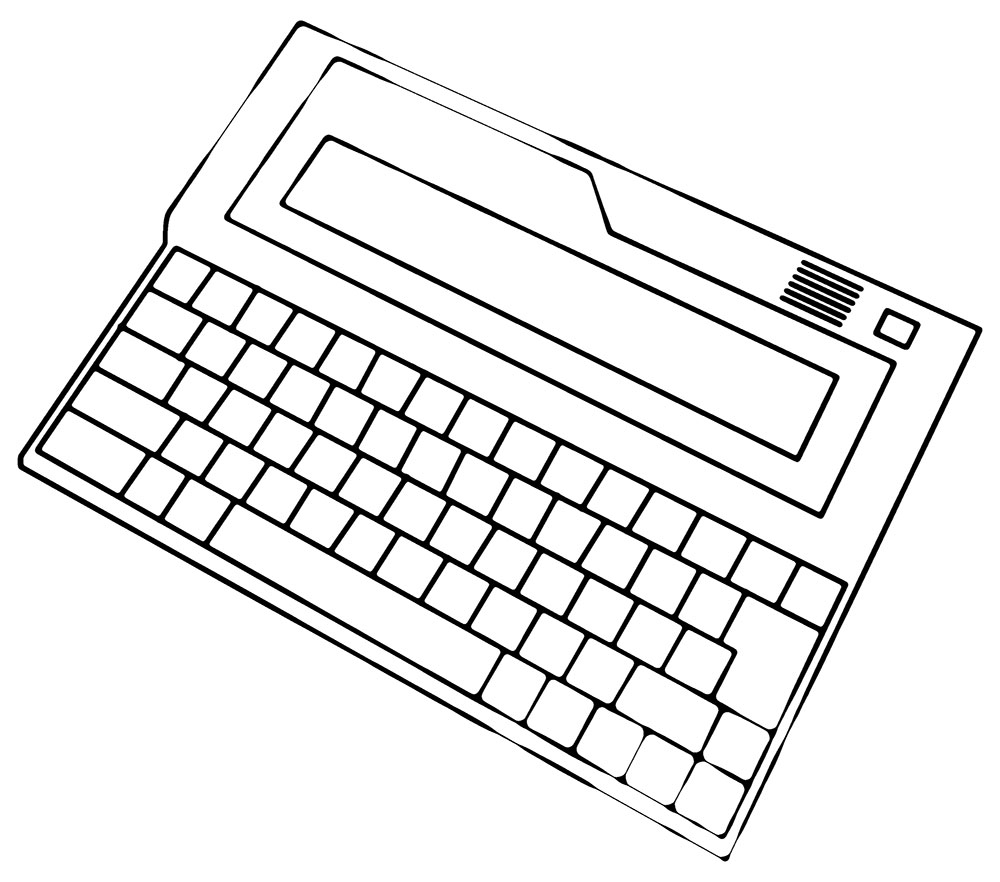
Flache Bauform des Amstrad NC100 und NC150

### NC100 und NC150

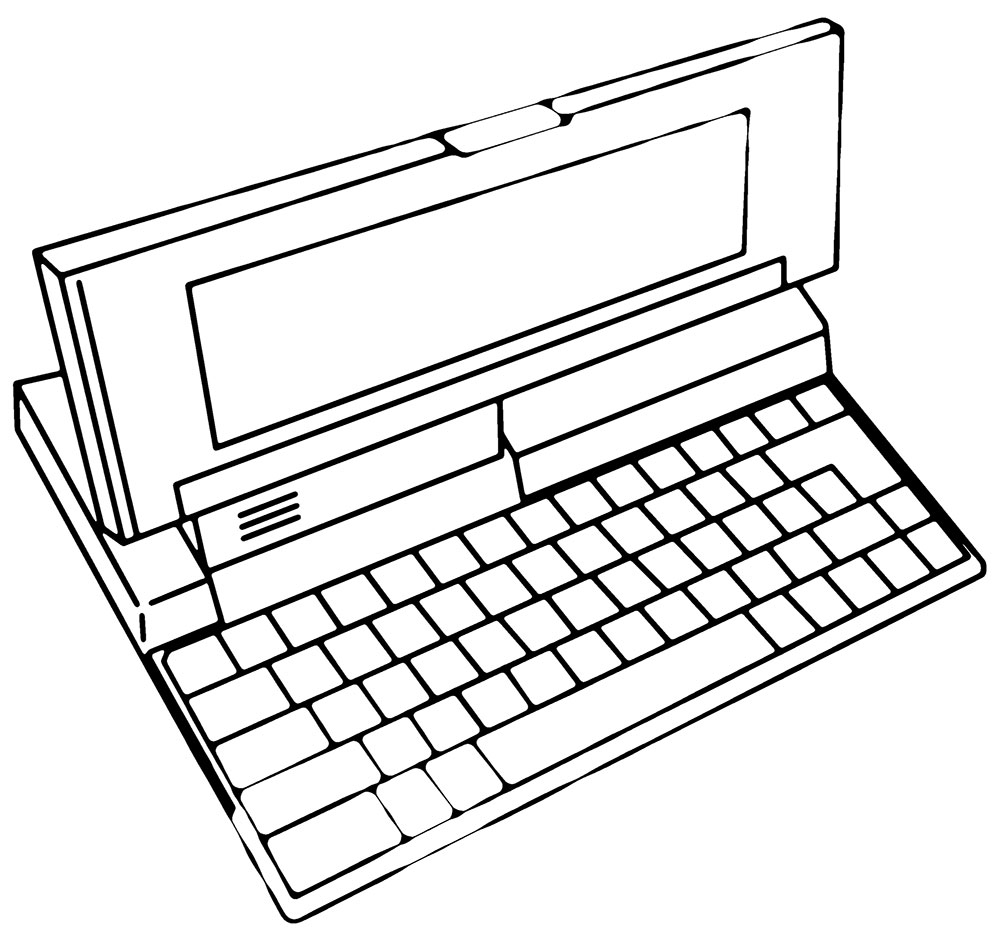
Aufklappbare Bauform des Amstrad NC200 mit Diskettenlaufwerk auf der Seite

Diese beiden Modelle haben eine flache Bauform wie ein Epson HX-20 oder ein Tandy TRS-80 Model 100. Der Bildschirm hat keine Hintergrundbeleuchtung. Sie verfügen über einen PC Card-Einschub als externes Speichermedium mit einer maximalen Speichergröße von 1 MB. Das NC150-Modell hat die ROM-Version des NC200.

### NC200
Dieses Modell hat einen aufklappbaren Bildschirm, der nicht nur eine höhere Auflösung hat, sondern auch noch eine zuschaltbare Hintergrundbeleuchtung. Als Speichermedium dient ein 3,5" Diskettenlaufwerk mit einem MS-DOS-kompatiblen Dateiformat.

## Softwareausstattung
Die Anwendungsprogramme (vor allem Textverarbeitung mit Rechtschreibprüfung, Taschenrechner und Organizer) sind fest im ROM installiert und sowohl nach den Maßstäben von 1992 als auch nach heutigen (2023) Maßstäben tatsächlich leicht bedienbar. Dazu trägt auch bei, dass keine Ladezeiten für das Betriebssystem nötig sind. Der Computer ist sofort nach dem Einschalten betriebsbereit. Der Computer kann mitten im Betrieb ausgeschaltet werden, alle Daten bleiben im batteriegepufferten RAM erhalten.
Für gehobenere Ansprüche an die Leistungsfähigkeit kann die NC-Reihe auch mit einem vollwertigen BBC-BASIC oder in Assembler programmiert werden. Zur Datenfernübertragung steht eine Terminalemulation zur Verfügung.

## Technische Daten
- Z80-Prozessor, 64 KB RAM (NC150, NC200: 128 KB)
- Parallele und serielle Schnittstelle
- Einschub für Speicherkarten (PCMCIA, batteriegepufferte SRAM-Karten)
- Display mit 480 × 64 (NC200: 480 × 128) Pixel
- Batteriebetrieb mit AA-Zellen möglich (Laufzeit etwa 40 Stunden)
- 3,5" Diskettenlaufwerk (nur NC200)